# Чили на летних Олимпийских играх 2008
Чили принимала участие в Летних Олимпийских играх 2008 года в Пекине (Китай) в двадцать первый раз за свою историю, и завоевала одну серебряную медаль.

## Медалисты
| Медаль  | Спортсмен         | Вид спорта | Дисциплина                |
| ------- | ----------------- | ---------- | ------------------------- |
| Серебро | Фернандо Гонсалес | Теннис     | Мужчины, одиночный разряд |

## Результаты соревнований

### Академическая гребля
В следующий раунд из каждого заезда проходили несколько лучших экипажей (в зависимости от дисциплины). В финал A выходили 6 сильнейших экипажей, остальные разыгрывали места в утешительных финалах B-F.
Мужчины
| Соревнование | Спортсмены   | Предварительный заезд | Предварительный заезд | Предварительный заезд | Отборочный заезд | Отборочный заезд | Отборочный заезд | Четвертьфинал | Четвертьфинал | Четвертьфинал | Полуфинал     | Полуфинал     | Полуфинал     | Финал   | Финал   | Итоговое место |
| Соревнование | Спортсмены   | Заезд                 | Время                 | Место                 | Заезд            | Время            | Место            | Заезд         | Время         | Место         | Заезд         | Время         | Место         | Время   | Место   | Итоговое место |
| ------------ | ------------ | --------------------- | --------------------- | --------------------- | ---------------- | ---------------- | ---------------- | ------------- | ------------- | ------------- | ------------- | ------------- | ------------- | ------- | ------- | -------------- |
| одиночки     | Оскар Васкес | 2                     | 7:39,58               | 3 Q                   | Не проводится    | Не проводится    | Не проводится    | 1             | 7:06,61       | 4             | Полуфинал C/D | Полуфинал C/D | Полуфинал C/D | Финал C | Финал C | 16             |
| одиночки     | Оскар Васкес | 2                     | 7:39,58               | 3 Q                   | Не проводится    | Не проводится    | Не проводится    | 1             | 7:06,61       | 4             | 1             | 7:17,17       | 2             | 7:07,02 | 4       | 16             |